# Danh sách đĩa đơn quán quân Hot 100 năm 1984 (Mỹ)
Billboard Hot 100, công bố hàng tuần bởi tạp chí Billboard, là bảng xếp hạng các đĩa đơn thành công nhất tại thị trường âm nhạc Hoa Kỳ. Các số liệu cho việc xếp hạng được Nielsen SoundScan tổng hợp chung dựa trên doanh số đĩa thường và nhạc số và tần suất phát trên sóng phát thanh.

## Lịch sử xếp hạng
| Ngày phát hành   | Bài hát                                     | Nghệ sĩ                            |
| ---------------- | ------------------------------------------- | ---------------------------------- |
| 7 tháng 1        | "Say Say Say"                               | Paul McCartney và Michael Jackson  |
| 14 tháng 1       | "Say Say Say"                               | Paul McCartney and Michael Jackson |
| 21 tháng 1       | "Owner of a Lonely Heart"                   | Yes                                |
| 28 tháng 1       | "Owner of a Lonely Heart"                   | Yes                                |
| 4 tháng 2        | "Karma Chameleon"                           | Culture Club                       |
| 11 tháng 2       | "Karma Chameleon"                           | Culture Club                       |
| 18 tháng 2       | "Karma Chameleon"                           | Culture Club                       |
| 25 tháng 2       | "Jump"                                      | Van Halen                          |
| 3 tháng 3        | "Jump"                                      | Van Halen                          |
| 10 tháng 3       | "Jump"                                      | Van Halen                          |
| 17 tháng 3       | "Jump"                                      | Van Halen                          |
| 24 tháng 3       | "Jump"                                      | Van Halen                          |
| Tháng 3 ngày 31  | "Footloose"                                 | Kenny Loggins                      |
| Tháng 4 ngày 7   | "Footloose"                                 | Kenny Loggins                      |
| Tháng 4 ngày 14  | "Footloose"                                 | Kenny Loggins                      |
| Tháng 4 ngày 21  | "Against All Odds (Take a Look at Me Now)"  | Phil Collins                       |
| Tháng 4 ngày 28  | "Against All Odds (Take a Look at Me Now)"  | Phil Collins                       |
| Tháng 5 ngày 5   | "Against All Odds (Take a Look at Me Now)"  | Phil Collins                       |
| Tháng 5 ngày 12  | "Hello"                                     | Lionel Richie                      |
| Tháng 5 ngày 19  | "Hello"                                     | Lionel Richie                      |
| Tháng 5 ngày 26  | "Let's Hear It for the Boy"                 | Deniece Williams                   |
| Tháng 6 ngày 2   | "Let's Hear It for the Boy"                 | Deniece Williams                   |
| Tháng 6 ngày 9   | "Time After Time"                           | Cyndi Lauper                       |
| Tháng 6 ngày 16  | "Time After Time"                           | Cyndi Lauper                       |
| Tháng 6 ngày 23  | "The Reflex"                                | Duran Duran                        |
| Tháng 6 ngày 30  | "The Reflex"                                | Duran Duran                        |
| Tháng 7 ngày 7   | "When Doves Cry"                            | Prince                             |
| Tháng 7 ngày 14  | "When Doves Cry"                            | Prince                             |
| Tháng 7 ngày 21  | "When Doves Cry"                            | Prince                             |
| Tháng 7 ngày 28  | "When Doves Cry"                            | Prince                             |
| Tháng 8 ngày 4   | "When Doves Cry"                            | Prince                             |
| Tháng 8 ngày 11  | "Ghostbusters"                              | Ray Parker Jr.                     |
| Tháng 8 ngày 18  | "Ghostbusters"                              | Ray Parker Jr.                     |
| Tháng 8 ngày 25  | "Ghostbusters"                              | Ray Parker Jr.                     |
| Tháng 9 ngày 1   | "What's Love Got to Do with It"             | Tina Turner                        |
| Tháng 9 ngày 8   | "What's Love Got to Do with It"             | Tina Turner                        |
| Tháng 9 ngày 15  | "What's Love Got to Do with It"             | Tina Turner                        |
| Tháng 9 ngày 22  | "Missing You"                               | John Waite                         |
| Tháng 9 ngày 29  | "Let's Go Crazy"                            | Prince and the Revolution          |
| Tháng 10 ngày 6  | "Let's Go Crazy"                            | Prince and the Revolution          |
| Tháng 10 ngày 13 | "I Just Called to Say I Love You"           | Stevie Wonder                      |
| Tháng 10 ngày 20 | "I Just Called to Say I Love You"           | Stevie Wonder                      |
| Tháng 10 ngày 27 | "I Just Called to Say I Love You"           | Stevie Wonder                      |
| Tháng 11 ngày 3  | "Caribbean Queen (No More Love on the Run)" | Billy Ocean                        |
| Tháng 11 ngày 10 | "Caribbean Queen (No More Love on the Run)" | Billy Ocean                        |
| Tháng 11 ngày 17 | "Wake Me Up Before You Go-Go"               | Wham!                              |
| Tháng 11 ngày 24 | "Wake Me Up Before You Go-Go"               | Wham!                              |
| Tháng 12 ngày 1  | "Wake Me Up Before You Go-Go"               | Wham!                              |
| Tháng 12 ngày 8  | "Out of Touch"                              | Daryl Hall and John Oates          |
| Tháng 12 ngày 15 | "Out of Touch"                              | Daryl Hall and John Oates          |
| Tháng 12 ngày 22 | "Like a Virgin"                             | Madonna                            |
| Tháng 12 ngày 29 | "Like a Virgin"                             | Madonna                            |